# Brian Edmund Baker
Brian Edmund Baker (ur. 31 sierpnia 1896 w Hertford, zm. 8 października 1979 w Lincolnshire) – brytyjski as myśliwski z czasów I wojny światowej z dwunastoma potwierdzonymi zwycięstwami powietrznymi. Air Marshal RAF.
Brian Edmund Baker służbę wojskową rozpoczął w Royal Engineers (Corps of Royal Engineers). 7 grudnia 1915 roku został skierowany do RFC jako Flying Officer. Po służbie w No. 13 Squadron RAF został przeniesiony do No. 48 Squadron RAF na stanowisko dowódcy od stycznia 1917 roku. W jednostce odniósł 12 zwycięstw powietrznych, pierwsze 15 czerwca nad niemieckim samolotem Albatros D.III. Trzecim jego zwycięstwem powietrznym było zestrzelenie bombowca Gotha. 1 lipca 1918 roku przeniesiono go na stanowisko dowódcy No. 4141 Squadron RAF. 1 sierpnia 1919 roku został awansowany do stopnia kapitana.
W okresie międzywojennym służył w kilku jednostkach RAF, między innymi na lotniskowcach  HMS Eagle i HMS Courageous.
W czasie II wojny światowej pełnił obowiązki dowódcy (Air Officer Commanding) w kilku jednostkach RAF, m.in. No. 51 Group RAF, RAF Iceland, No. 16 Group RAF, No. 19 (Reconnaissance) Group, RAF East Africa. W 1945 roku jako SASO (Senior Air Staff Officer) służył w dowództwie RAF na Bliskim Wschodzie (HQ RAF Middle East).
W okresie od 24 września 1947 roku do 31 marca 1950 roku był dowódcą RAF Transport Command – części dowództwa RAF nadzorującej wojskowy transport lotniczy.
10 maja 1950 roku w stopniu generała przeszedł w stan spoczynku .

## Odznaczenia
- Knight Commander Orderu Imperium Brytyjskiego – 15 sierpnia 1944
- Companion Orderu Łaźni – 2 czerwca 1943
- Distinguished Service Order – 4 marca 1918
- Military Cross – 25 marca 1917
- Air Force Cross – 1 stycznia 1919
- Croix de Guerre (1914-1918) – 18 kwietnia 1918, Francja
- Krzyż Komandorski z Gwiazdą Orderu Odrodzenia Polski – 12 czerwca 1945, Polska
- Order Lwa Białego II Klasy – 15 marca 1946, Czechosłowacja
- Commander Legii Zasługi – 13 września 1948, Stany Zjednoczone